# Тетрафис прозрачный
Тетрафис прозрачный (лат. Tetraphis pellucida) — один из двух видов верхоплодных мхов рода Тетрафис.

## Синонимы
- Georgia pellucida (Hedw.) Rabenh., 1848basionym
- Mnium pellucidum (Hedw.) With., 1801basionym
- Tetraphis cuspidata (Kindb.) Paris, 1900
- Tetraphis oblonga Turner, 1804
- и др.

## Описание
Образует мягкие светло-зелёные или буро-зелёные куртинки. Стебель длиной 0,5—3 см. В нижней части стебля листья чешуевидные, без жилки. Листья в верхней части стебля крупнее, яйцевидные или яйцевидно-ланцетные, заострённые. Жилка заканчивается в верхушке листа или перед ней. Клетки листа гладкие, толстостенные, округло-шестиугольной формы. Споры диаметром 10—13 мкм.

## Среда обитания и распространение
Произрастает в хвойных и смешанных лесах на гниющей древесине. Реже на гумусовой и торфянистой почве.
Распространён по всему северному полушарию в бореальной зоне.

## Охранный статус
В России вид занесён в Красную книгу Белгородской области.